# Beveridge-Kurve

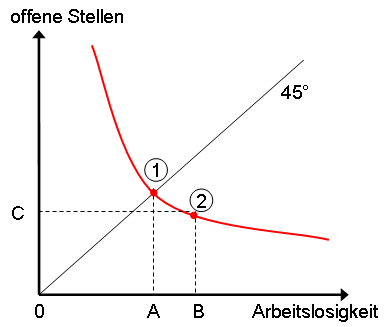
Beveridge-Kurve

Die Beveridge-Kurve (nach William Henry Beveridge) ist ein einfaches ökonomisches Modell, das einerseits den Zusammenhang zwischen Arbeitslosigkeit und offenen Stellen zeigt und andererseits strukturelle und konjunkturelle Arbeitslosigkeit gegenüberstellt. Sie wird in der angelsächsischen Literatur auch als UV-Kurve bezeichnet (U für englisch unemployment, V für englisch vacancies). Seit den 1980er Jahren wird sie nach dem britischen Ökonom William Beveridge als Beveridge-Kurve benannt, da er sich bereits 1944 mit dem Zusammenhang zwischen Vakanzen und Arbeitslosigkeit befasst hat, auch wenn die UV-Kurve selbst bei ihm nicht auftaucht.

## Arbeitslosigkeit und offene Stellen
Die rote Linie markiert die möglichen Kombinationen zwischen der Anzahl offener Stellen in einer Volkswirtschaft und der Anzahl Arbeitsloser. Der umgekehrt proportionale Zusammenhang zwischen beiden Größen leuchtet schnell ein: Wenn die Arbeitslosigkeit hoch ist, gibt es wenige offene Stellen, wenn die Arbeitslosigkeit gering ist, gibt es viele offene Stellen.

## Friktionelle und konjunkturelle Arbeitslosigkeit

### Grundidee
Die Kurve stellt jedoch einen weiteren Zusammenhang her: den zwischen struktureller Arbeitslosigkeit und konjunktureller Arbeitslosigkeit. In älteren Lehrbüchern wurde hierzu eine 45-Grad-Linie in das Modell aufgenommen. Alle Punkte, die auf dieser Linie liegen, zeichnen sich dadurch aus, dass in genau gleich großem Umfang Arbeitslosigkeit und offene Stellen auftreten. Mit anderen Worten: Befindet sich eine Volkswirtschaft auf dieser Linie, so ist Arbeitslosigkeit lediglich ein Vermittlungsproblem, da ja für jeden Arbeitslosen eine offene Stelle zur Verfügung steht. Es herrscht also lediglich strukturelle Arbeitslosigkeit.
Rechts unterhalb der Winkelhalbierenden gibt es mehr Arbeitslose als offene Stellen. Arbeitslosigkeit ist also nicht mehr nur ein Vermittlungsproblem. Selbst wenn man alle offenen Stellen besetzen würde (= Vermeidung friktioneller Arbeitslosigkeit), so gäbe es immer noch Arbeitslose – dies führt das Modell auf konjunkturelle Faktoren zurück – man spricht daher auch von konjunktureller Arbeitslosigkeit. Befindet sich eine Volkswirtschaft links oberhalb der 45-Grad-Linie, so ist offensichtlich konjunkturell bedingt die Anzahl offener Stellen größer als die Anzahl der Arbeitslosen.
In neueren Ansätzen wird zugelassen, dass in einer konjunkturneutralen Situation sich die Zahl der Arbeitslosen und der offenen Stellen unterscheidet. Für gewöhnlich gibt es mehr Arbeitslose als offene Stellen, da im Durchschnitt mehr Zeit vergeht, bis ein Arbeitsloser einen Job gefunden hat, als es dauert, bis eine offene Stelle besetzt ist. Die Gleichgewichtskurve ist also flacher als die 45°-Linie. Die Steigung der Gleichgewichtskurve ergibt sich dann aus dem Verhältnis von offenen Stellen ({\displaystyle {\bar {v}}}) und Arbeitslosen ({\displaystyle {\bar {u}}}), das in einer konjunkturneutralen Situation besteht.
{\displaystyle {\frac {\bar {v}}{\bar {u}}}=Steigung}

### Beispiele
Befindet sich die Volkswirtschaft in Punkt (1), so gibt es keine konjunkturelle Arbeitslosigkeit. Die strukturelle Arbeitslosigkeit beträgt dann 0A.
Befindet sich die Volkswirtschaft hingegen in Punkt (2), so liegt auch konjunkturelle Arbeitslosigkeit vor. Die strukturelle Arbeitslosigkeit ist so hoch, wie (trotz der hohen Arbeitslosigkeit) unbesetzte Stellen vorliegen – also im Umfang 0C – der verbleibende Rest der Arbeitslosigkeit (also 0B - 0C) ist dann konjunkturell bedingt.

## Wirtschaftspolitische Folgerungen
Die Beveridge-Kurve erlaubt wichtige Schlussfolgerungen in Bezug auf die Wirtschaftspolitik, die notwendig ist, um die Arbeitslosigkeit zu vermindern: Aufgabe der Politik ist es demnach, sowohl die Ursachen struktureller Arbeitslosigkeit zu beseitigen als auch konjunkturelle Arbeitslosigkeit zu reduzieren.

### Maßnahmen gegen strukturelle Arbeitslosigkeit
Strukturelle Arbeitslosigkeit umfasst vor allem friktionelle Arbeitslosigkeit und Mismatch-Arbeitslosigkeit. Grafisch schlägt sich eine Politik gegen strukturelle Arbeitslosigkeit in einer Verschiebung der Beveridge-Kurve in Richtung Ursprung nieder.
Friktionellen Arbeitslosigkeit entsteht dann, wenn es zwar geeignete Jobs für einen Arbeitslosen gibt, der Arbeitslose aber erst eine Zeit suchen muss, bis er den für ihn passen Job auch gefunden hat. Um diese Form der Unterbeschäftigung zu reduzieren, muss der Suchprozess verbessert werden. Jede solche Maßnahme trägt nach dem Modell also dazu bei, die Arbeitslosigkeit zu vermindern. 
Mismatch-Arbeitslosigkeit entsteht, wenn die Profile der Arbeitslosen und offenen Stellen die Qualifikation oder Region betreffend nicht zusammenpassen. Sie lässt sich zum Beispiel durch Qualifizierungsmaßnahmen oder Förderung der regionalen Mobilität abbauen.
Zwar definieren viele Volkswirte strukturelle Arbeitslosigkeit als die Arbeitslosigkeit, die nicht konjunkturbedingt ist (auch natürliche Arbeitslosigkeit). Manche Volkswirte verwenden den Begriff dagegen für Mismatch-Arbeitslosigkeit. Der Begriff wird also nicht einheitlich verwendet.

### Maßnahmen gegen konjunkturelle Arbeitslosigkeit
Gemäß der Kurve gibt es mit der konjunkturellen Arbeitslosigkeit noch eine zweite Form der Unterbeschäftigung. Sie kann durch eine Optimierung des Matching-Prozesses jedoch nicht reduziert werden. Eine Verminderung konjunktureller Arbeitslosigkeit ist allein dadurch möglich, dass konjunkturelle Schwankungen abgemildert werden. Die Frage, welche Politik hierzu notwendig ist, wird von Ökonomen unterschiedlicher Denkschulen gegensätzlich beantwortet.